# Akkirampura, Koratagere
Akkirampura là một làng thuộc tehsil Koratagere, huyện Tumkur, bang Karnataka, Ấn Độ.